# 上飯田町 (横浜市)
上飯田町（かみいいだちょう）は、神奈川県横浜市泉区の地名。「丁目」の設定のない単独町名である。住居表示未実施区域。

## 地理
泉区の北西部に位置し、東に和泉町と和泉中央北と和泉中央南、南に下飯田町、北に瀬谷区下瀬谷、北西に大和市上和田と下和田、南西に藤沢市高倉と接している。

### 字
島廻、加藤畑ケ、溝下、山田分、茶売免、砂田、五百目、出口、中島、水溜り、天神山、鶴嶋、宮下、神明原、新巾山、池ノ上、庚申塚、向原、五畝分、立道、松原、馬場崎、新田、畑ケ田、慶長原、坂之台、長町、広町、寺ノ下、内山、六ツ塚、大塚、松並、阿弥陀堂、柳町、高田、城山、山王山、日向山
、出水

### 地価
住宅地の地価は、2025年（令和7年）1月1日の公示地価によれば、上飯田町字天神山1084番4外の地点で17万円/m²となっている。

## 歴史

### 沿革
- 1889年（明治22年）4月1日 - 町村制の施行により、中田村・和泉村・上飯田村・下飯田村が合併して鎌倉郡中和田村が成立。神奈川県鎌倉郡中和田村大字上飯田と大字上和田となる。
- 1939年（昭和14年）4月1日 - 横浜市に編入。横浜市戸塚区上飯田町となる[7]。
- 1969年（昭和44年）10月1日 - 戸塚区の再編成に伴い、新たに横浜市戸塚区上飯田町となる[8]。
- 1971年（昭和46年）3月25日 - 市境変更に伴い、上飯田町の一部を大和市へ編入。下飯田町、藤沢市との境界を変更する[9]。
- 1976年（昭和51年）9月15日 - 土地区画整理事業（日向山）[10]に伴い、和泉町、瀬谷区瀬谷町の各一部を編入する[11]。
- 1982年（昭和57年）2月1日 - 大和市との境界を変更する[12]。
- 1983年（昭和58年）2月1日 - 大和市との境界を変更する[13]。
- 1986年（昭和61年）11月3日 - 戸塚区を再編し、泉区を新設。横浜市泉区上飯田町となる[14]。
- 2015年（平成27年）9月7日 - 住居表示の実施（泉区和泉町第四次地区）[15]に伴い、和泉町の一部を編入する[16]。

### 町名の変遷
| 実施後   | 実施年月日               | 実施前（各町名ともその一部） |
| -------- | ------------------------ | ---------------------------- |
| 上飯田町 | 1939年（昭和14年）4月1日 | 大字上飯田 大字上和田        |

## 世帯数と人口
2025年（令和7年）6月30日現在（横浜市発表）の世帯数と人口は以下の通りである。
| 町丁     | 世帯数    | 人口     |
| -------- | --------- | -------- |
| 上飯田町 | 8,924世帯 | 16,857人 |

### 人口の変遷
国勢調査による人口の推移。
| 年                 | 人口   |
| ------------------ | ------ |
| 1995年（平成7年）  | 20,125 |
| 2000年（平成12年） | 19,210 |
| 2005年（平成17年） | 19,217 |
| 2010年（平成22年） | 19,528 |
| 2015年（平成27年） | 18,815 |
| 2020年（令和2年）  | 17,905 |

### 世帯数の変遷
国勢調査による世帯数の推移。
| 年                 | 世帯数 |
| ------------------ | ------ |
| 1995年（平成7年）  | 6,876  |
| 2000年（平成12年） | 7,109  |
| 2005年（平成17年） | 7,427  |
| 2010年（平成22年） | 8,019  |
| 2015年（平成27年） | 7,963  |
| 2020年（令和2年）  | 7,936  |

## 学区
市立小・中学校に通う場合、学区は以下の通りとなる（2024年11月時点）。
| 番・番地等 | 小学校                       | 中学校               |
| --- | ---------------------------- | -------------------- |
| 1〜1206番地 | 横浜市立上飯田小学校         | 横浜市立中和田中学校 |
| 1207〜2287番地、2291〜2543番地 2546〜2593番地、2596番地 2642〜2643番地、2650〜2657番地 2733〜2735番地、2751〜2831番地 2832番地の2〜終り、2840〜2874番地 2880〜2886番地、2891番地の2〜終り 2893〜2894番地、2898〜2899番地 2929〜2932番地、2947番地〜2954番地の2                                                     | 横浜市立上飯田小学校         | 横浜市立上飯田中学校 |
| 2288〜2290番地、2544〜2545番地 2594〜2595番地、2597〜2641番地 2644〜2649番地、2658〜2732番地 2736〜2750番地、2832番地の1 2833〜2839番地、2875〜2879番地 2887番地〜2891番地の1、2892番地 2895〜2897番地、2900〜2928番地 2933〜2946番地、2955〜4662番地 4686〜4697番地、4706〜4799番地 4802〜4807番地、4,812番地以降 | 横浜市立飯田北いちょう小学校 | 横浜市立上飯田中学校 |
| 4663〜4685番地、4698〜4705番地 4800〜4801番地、4808〜4811番地 | 横浜市立瀬谷さくら小学校     | 横浜市立南瀬谷中学校 |

## 事業所
2021年（令和3年）現在の経済センサス調査による事業所数と従業員数は以下の通りである。
| 町丁     | 事業所数  | 従業員数 |
| -------- | --------- | -------- |
| 上飯田町 | 430事業所 | 5,474人  |

### 事業者数の変遷
経済センサスによる事業所数の推移。
| 年                 | 事業者数 |
| ------------------ | -------- |
| 2016年（平成28年） | 469      |
| 2021年（令和3年）  | 430      |

### 従業員数の変遷
経済センサスによる従業員数の推移。
| 年                 | 従業員数 |
| ------------------ | -------- |
| 2016年（平成28年） | 5,251    |
| 2021年（令和3年）  | 5,474    |

## 交通
町内に鉄道駅はない。町内北部の最寄り駅は相鉄いずみ野線のいずみ野駅（泉区和泉町）もしくは小田急江ノ島線の桜ヶ丘駅（大和市）や高座渋谷駅（同）、南部は相鉄線のいずみ中央駅（泉区和泉中央）もしくは小田急線の長後駅（藤沢市）など。
町内北西部に大手バス会社である神奈川中央交通の戸塚営業所（通称及びバス停の名前は上飯田車庫）があり、近隣の鉄道駅と町内各地を路線バスが結んでいる。バスを利用した場合、乗車する路線にもよるが三ツ境駅（同市旭区・瀬谷区）や瀬谷駅（瀬谷区）、泉区内のいずみ野駅、いずみ中央駅、ゆめが丘駅、立場駅や下飯田駅、また長後駅などを利用できる。
主要道路は町内東端を南北に貫く横浜主要地方道18号（通称：環状4号）および中南部を東西に貫く神奈川県道22号横浜伊勢原線（通称：伊勢原街道）がある。

## 施設
- 横浜市立上飯田小学校
- 横浜市立上飯田中学校
- 横浜市立飯田北いちょう小学校
- 横浜いちょう団地内郵便局[26]
- 横浜上飯田郵便局[27]
- 神奈川県警察泉警察署上飯田交番
- 神奈川県警察泉警察署いちょう団地駐在所
- 本興寺

## その他

### 日本郵便
- 郵便番号 : 245-0018[3]（集配局：横浜泉郵便局[28]）

### 警察
町内の警察の管轄区域は以下の通りである。
| 番・番地等 | 警察署   | 交番・駐在所       |
| ---------- | -------- | ------------------ |
| 一部       | 泉警察署 | 上飯田交番         |
| 一部       | 泉警察署 | いちょう団地駐在所 |